# Ansiktsskydd
| Ansiktsskydd |
| --- |
| Hemmagjort ansiktsskydd Person som knyter fast ett ansiktsskydd Del av: Skyddande ansiktsmasker - Skyddsmask (gasmask) - Andningsmask (andningsapparat) - Andningsskydd - Munskydd (sjukvård) - Ansiktsskydd |

Ett ansiktsskydd är en mask som är tillverkad av vanliga textilier, oftast bomull, och bärs över mun och näsa. Till skillnad från vanliga munskydd och andningsskydd såsom N95, är ansiktsskydden inte reglerade, och det finns begränsad forskning och råd om hur effektivt de skyddar mot smitta eller luftburna partiklar.
Ansiktsskydden var vanligt förekommande hos sjukvårdspersonal från sent 1800-tal till tidigt 1900-tal. Under 1960-talet fasades de ut i industriländer till förmån för moderna munskydd, men de har fortsatt att användas i utvecklingsländer. Under coronaviruspandemin 2019–2021 användes ansiktsskydden även i industriländerna som en sista åtgärd på grund av materialbrister till följd av pandemin.

## Galleri

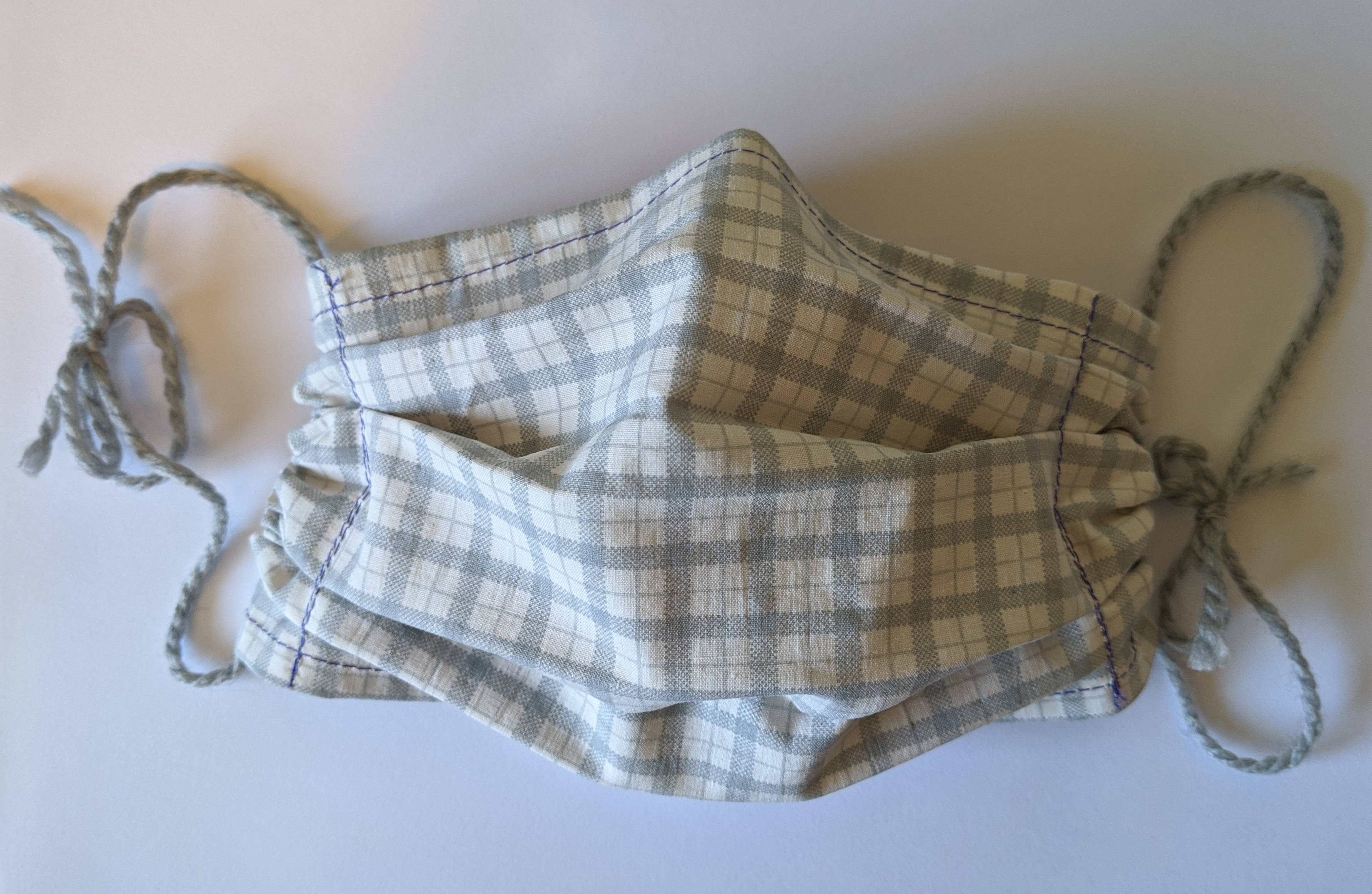
Hemmagjort ansiktsskydd
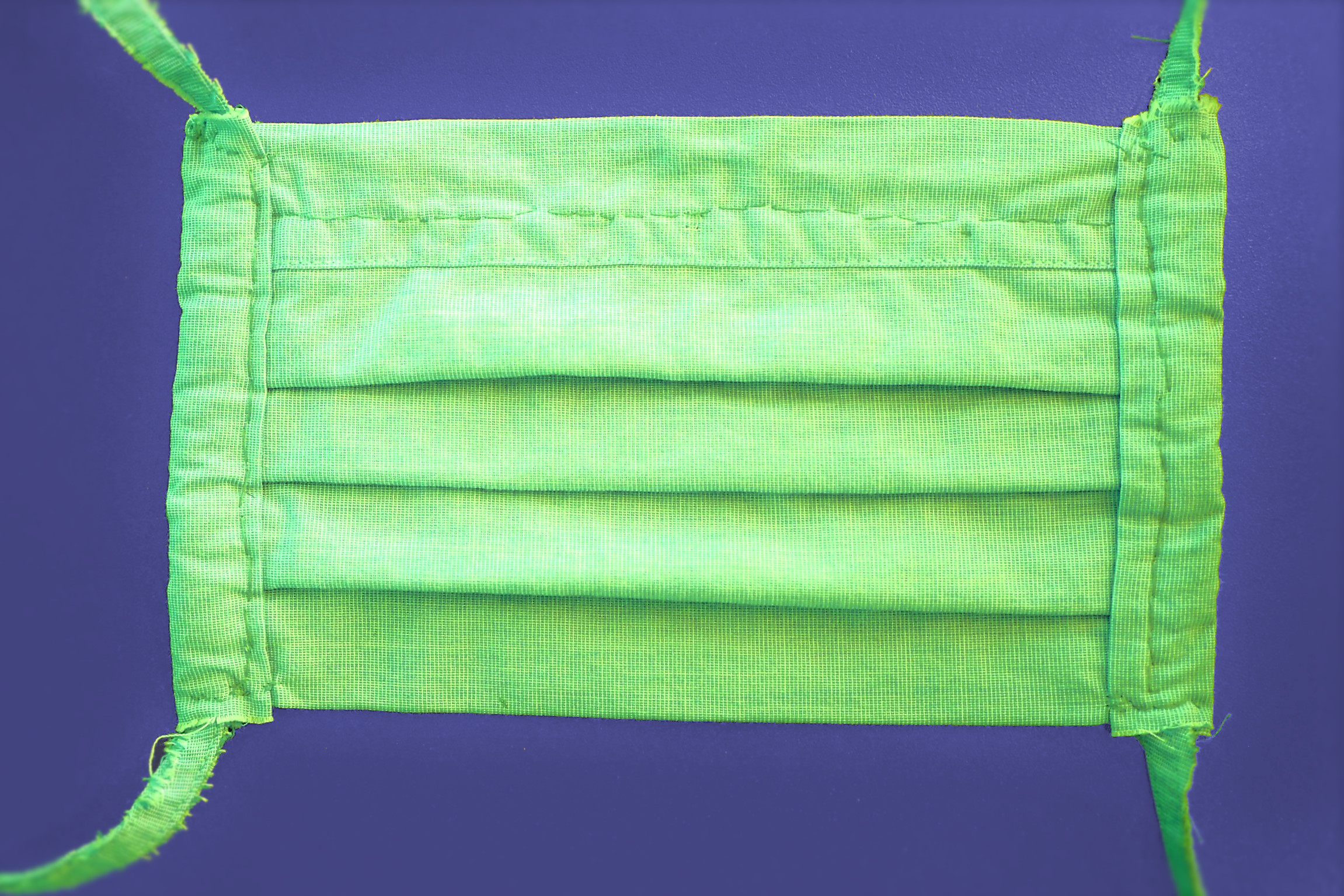
Hemmagjort ansiktsskydd i bomull från Tyskland
- Vägledning från amerikanska Centers for Disease Control and Prevention om användning och tillverkning av tygmasker under COVID-19-pandemin.